# نامقدس (فیلم ۱۹۸۸)
نامقدس (به انگلیسی: The Unholy) یک فیلم سینمایی ترسناک آمریکایی محصول سال ۱۹۸۸ به کارگردانی کامیلو ویلا با بازی بن کراس، ند بیتی، هال هالبروک و تروور هاوارد در نقش نهایی خود است. این فیلم یک کشیش کاتولیک را در نیواورلئان دنبال می‌کند که پس از انتصاب به یک کلیسای جدید، خودش را در حال مبارزه با یک نیروی اهریمنی می‌بیند.